# スペースデザインカレッジ
スペースデザインカレッジは、建築とインテリアを学ぶ学校。
最大の特徴は「入学資格が20歳以上」という点である。
20代から50代まで幅広い年代の学生が通っており、入学者達の前職は社会人・学生・主婦・フリーターなど様々。
また経営の母体は、一級建築士事務所が運営しているという点も大きな特徴である。
私企業運営による柔軟な体制を活かし、建築とインテリアのみの授業を行うことによって、就職に必要な実践的なカリキュラムを組んでいる。
さらに講師はプロの現役デザイナーであるため、刻々と変化するデザイン業界に精通したプロの意見を聞くことができる。
インテリア産業協会の会員企業である。

## 概要
1996年9月に福田健策が東京都豊島区に設立。株式会社カイを経営母体とする。
現在は東京、京都、大阪にキャンパスが、パリに連絡事務所がある。
インテリア・建築業界で活躍できる確実な技術と知識を持った真の人材を育成することを教育理念とし、独自のカリキュラムで指導を行う。入学条件を20歳以上とする大人のための学校である。
学校とは別に、学生の作品展示などを行うギャラリーひたむき、ヨーロッパからの情報を発信するパリ連絡事務所がある。
講師を含めた教職員は約60人。生徒総数は約260名。

## 沿革
- 1996年 スペースデザインカレッジ設立、東京校開校
- 2000年 スペースデザインカレッジ京都校開校
- 2005年 ギャラリーひたむき設立
- 2005年 パリ連絡事務所開設
- 2005年 SDC出版局開局
- 2005年 SDCプレス開局
- 2008年 スペースデザインカレッジ大阪校開校

## 運営校

### 東京
- 東京校 - 東京都豊島区南池袋2-27-8　南水ビル6F

### 京都
- 京都校 - 京都市中京区烏丸通蛸薬師下ル手洗水町650 四条烏丸スタービル8F

### 大阪
- 大阪校 - 大阪市北区西天満2-8-1 大江ビルヂング203,204

## 学科
- 空間デザイン科 スペースデザイン専攻
- 空間デザイン科 インテリアデザイン専攻
- インテリアコーディネーター科

## 関連団体
- SDCワークス
- SDクリエイティブスタッフ